# 神村学園前駅
神村学園前駅（かみむらがくえんまええき）は、 鹿児島県いちき串木野市別府にある、九州旅客鉄道（JR九州）鹿児島本線の駅である。駅名の通り国道3号をはさんで神村学園初等部・中等部・高等部の前に位置している。

## 歴史
市町村合併でいちき串木野市が成立した後の2006年に市が九州旅客鉄道（JR九州）に対して開設を要望し、2009年夏に着工した。JR九州は1日約1,200人の利用を見込むとしていた。駅舎やホームの屋根の設置費用（約1億4,000万円）は全額神村学園が負担した。駅への階段やエレベーター、駅前広場の設置費用約1億2000万円はいちき串木野市が負担した。開業式は、田畑誠一いちき串木野市長や神村学園の神村勲学園長が出席して開催された。
1日に1,000人以上の児童生徒が駅を利用し、国道3号を横断する信号機を待つ人で朝は大変混雑していたことから、2015年（平成27年）から連絡橋を設置する要望が行われていた。駅から国道の手前までの30.7mを神村学園が1億円をかけて設置し（うち4割をいちき串木野市が補助）、国道を横断する部分の26.3メートルは鹿児島国道事務所が1億8900万円をかけて設置して、2020年（令和2年）7月3日に渡り初め式が行われた。

### 年表
- 1990年（平成2年）2月：串木野市議会において、JR九州に対して新駅開設検討の要望を提出する[3]。
- 2006年（平成18年）12月：いちき串木野市がJR九州に対して新駅開設要望を提出する[3]。
- 2009年（平成21年）8月：駅開設工事着工[3]。
- 2010年（平成22年）3月13日：開業[2]。
- 2012年（平成24年）12月1日：ICカード「SUGOCA」の利用が可能となる[5]。
- 2020年（令和2年）7月3日：駅と神村学園構内を結ぶ連絡橋が完成[4]。

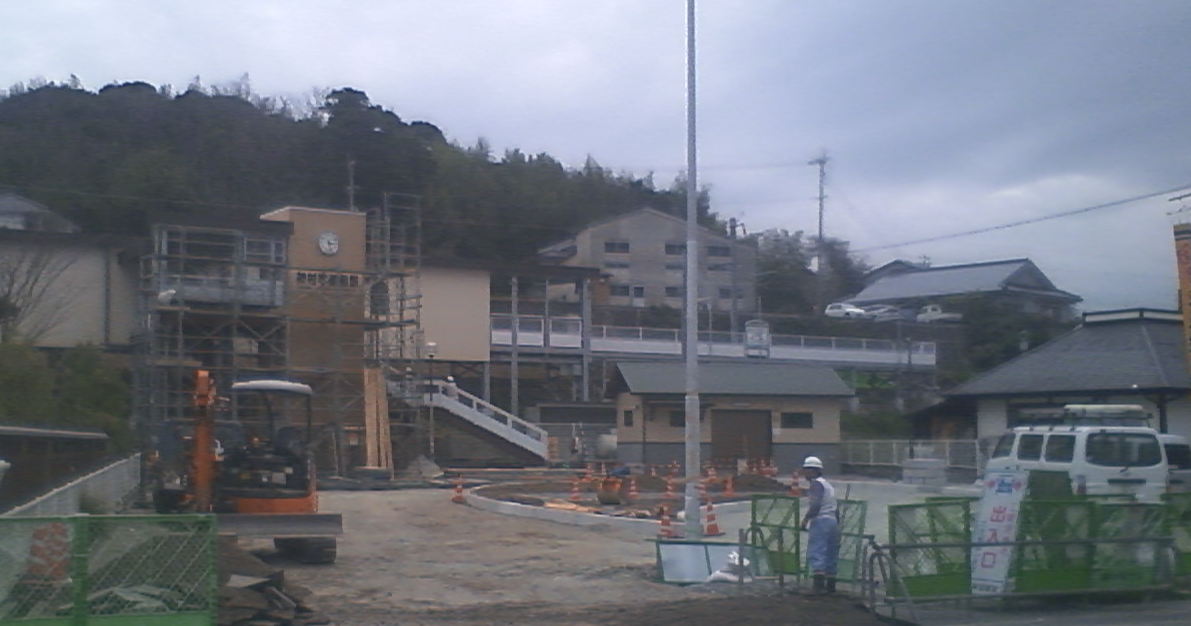
建設中の神村学園前駅（2010年2月22日）
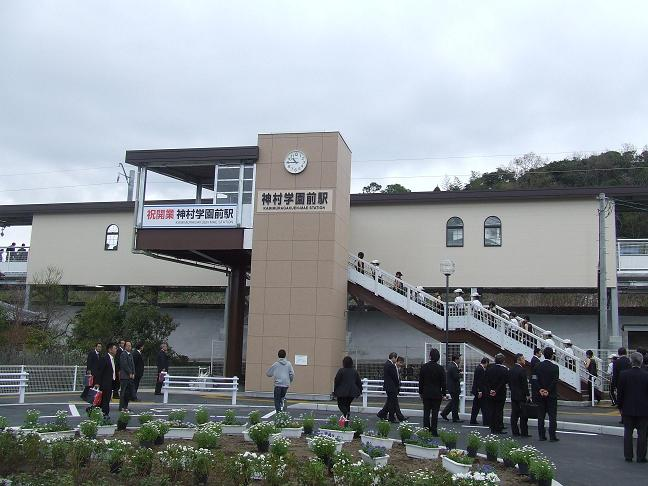
開業初日の神村学園前駅（2010年3月13日）

## 駅構造

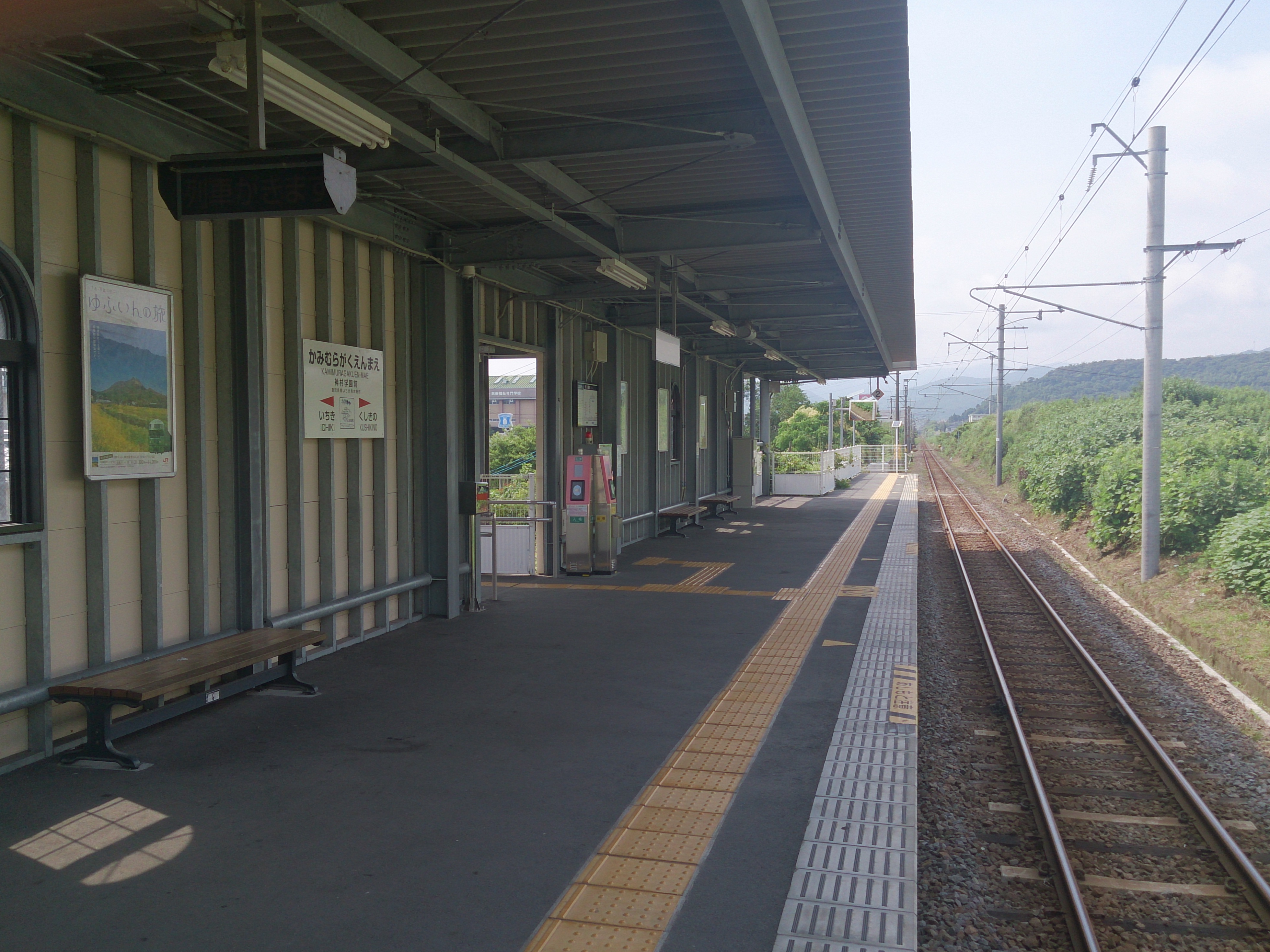
ホーム（川内駅方面）

単式ホーム1面1線を有する地上駅であり、無人駅となっている。分岐器や絶対信号機を有さないため、停留所に分類される。駅自体は盛土上にあり、ホームと駅前広場の連絡は階段、若しくはエレベーターで昇降する。鹿児島本線では八代以北、川内以南含めて唯一の棒線駅である。
IC乗車カード「SUGOCA」の利用が可能で（相互利用可能ICカードはSUGOCAの項を参照）、簡易SUGOCA改札機が設置されている。チャージの取扱は行っていない。
降車客のICカード以外の普通乗車券は駅の集札箱に投入、又は車掌が回収する。
簡易自動券売機（ICカード非対応）が設置されている。

### のりば
| 番線 | 路線        | 方向 | 行先           |
| ---- | ----------- | ---- | -------------- |
| 1    | ■鹿児島本線 | 上り | 川内方面       |
| 1    | ■鹿児島本線 | 下り | 鹿児島中央方面 |

- のりば表記は駅掲載及び公式サイトの駅別時刻表に記述[7]。

## 利用状況
- 2023年度の1日平均乗車人員は975人である[8]。

| 年度 | 1日平均 乗車人員 | 1日平均 乗降人員 |
| ---- | ---------------- | ---------------- |
| 2009 | 177              |                  |
| 2010 | 729              | 1,439            |
| 2011 | 868              | 1,732            |
| 2012 | 949              | 1,896            |
| 2013 | 980              | 1,962            |
| 2014 | 1,024            | 2,037            |
| 2015 | 1,025            | 2,043            |
| 2016 | 940              | 1,871            |
| 2017 | 930              |                  |
| 2018 | 976              |                  |
| 2019 | 972              |                  |
| 2020 | 877              |                  |
| 2021 | 899              |                  |
| 2022 | 957              |                  |
| 2023 | 975              |                  |

## 駅周辺
- 神村学園初等部・中等部・高等部
- 神村学園附属幼稚園
- 神村学園専修学校
- いちき串木野市立照島小学校
- 鹿児島県立串木野養護学校
- 金子病院
- 南洲整形外科病院
- 国道3号

## 隣の駅
九州旅客鉄道（JR九州）
■鹿児島本線
串木野駅 - 神村学園前駅 - 市来駅